# Jennifer McFalls
Jennifer McFalls (Arlington, Texas, 10 novembre 1971 - ) est une joueuse de softball américaine. Elle remporta en 2000 une médaille d'or en softball aux Jeux olympiques de Sydney avec l'équipe américaine de softball.